# Dactylochelifer amurensis
Dactylochelifer amurensis är en spindeldjursart som först beskrevs av Albert Tullgren 1907.  Dactylochelifer amurensis ingår i släktet Dactylochelifer och familjen tvåögonklokrypare. Inga underarter finns listade i Catalogue of Life.